# Borijana Slatarewa
Borijana Slatarewa (bulgarisch Боряна Златарева; * 7. Februar 1982 in Sofia) ist eine ehemalige bulgarische Skirennläuferin. Sie nahm 2003 an den Weltmeisterschaften in St. Moritz teil.

## Karriere
Slatarewa nahm ab Februar 1998 vorwiegend an FIS-Rennen in Südosteuropa teil. Im März 2000 gelang ihr in einem Riesenslalom in Griechenland der erste Sieg. Ab der Saison 2000/01 nahm sie auch vermehrt an FIS-Rennen in Mitteleuropa teil, kam dabei aber nur selten unter die besten 30. Im Februar 2001 startete sie als einzige Bulgarin bei den Juniorenweltmeisterschaften in Verbier in der Schweiz. Sie belegte Platz 47 im Riesenslalom und Rang 49 im Slalom. In den nächsten beiden Jahren erreichte sie einige Podestplätze in FIS-Rennen und im Februar 2003 nahm sie als eine von zwei Bulgarinnen am Slalom der Weltmeisterschaften in St. Moritz teil. Mit dem 42. Rang von 50 gewerteten Läuferinnen konnte sie sich direkt vor ihrer Landsfrau Marija Kirkowa platzieren. Im Winter 2003/04 gelangen ihr in Bulgarien drei Siege in FIS-Rennen und in der Saison 2004/05 erreichte sie mehrere Podestplätze. Ihre letzten Rennen bestritt Slatarewa im April 2005.

## Sportliche Erfolge

### Weltmeisterschaften
- St. Moritz 2003: 42. Slalom

### Juniorenweltmeisterschaften
- Verbier 2001: 47. Riesenslalom, 49. Slalom

### Weitere Erfolge
- Vier Siege in FIS-Rennen